# 的士服務質素委員會
的士服務質素委員會（英語：Committee on Taxi Service Quality）是依據2017年6月發表的《公共交通策略研究》，由香港特別行政區政府運輸署轄下的『優質的士服務督導委員會』改組，於2018年1月9日成立。委員會討論各項推動改革的策略及措施，以提升現有約18000輛的士的服務質素。
首屆委員會任期為三年，由2018年1月9日至2021年1月8日，由運輸署署長陳美寶擔任主席。